# Турецкое национально-освободительное движение в Болгарии
Турецкое национально-освободительное движение в Болгарии — нелегальная организация, существовавшая с 1985 по 1986 года и выступавшая против политики «Возродительного процесса».
Основанная в Варне в июле 1985 года, она просуществовала всего год, после чего была разогнана органами госбезопасности, около 200 участников были арестованы, а 18 из них осуждены и заключены в тюрьму. По многочисленным косвенным данным, активное участие в создании организации принимала сама госбезопасность. Организация является предшественником ДПС.
Являясь «неформальной» организацией, она выступала за то, чтобы показать всему миру, что из себя представляла политика «Возродительного процесса», вела пропаганду и агитацию среди национальных меньшинств в их местах проживания, а также организовывала акции протеста.
На учредительном собрании организации присутствовали Сали Ахмед, Касым Дал и Неджеметин Хак и еще два человека. Все из села Дрындар: один из Провадии, двое из Шуменской области, оставшаяся часть из Толбухинского района (ныне Добричковский район). К движению также присоединились Рушен Риза и Агент Петар, который, как выяснилось, был тайным агентом Комитета государственной безопасности под псевдонимом «Питер», что впрочем не помешало ему в будущем стать главой политического офиса Мехмеда Дикме.
Организацию изначально возглавлял Неджметин Хак, а её идеологом был Ахмед Доган. Будущий лидер ДПС на тот момент был агентом госбезопасности. Он навязывал членам свою концепцию ненасильственных форм борьбы и отличия от терроризма. В 3-м пункте программы «Турецкого национально-освободительного движения в Болгарии», подготовленной Ахмедом Доганом, упор делался на организацию митингов и демонстраций (шествий) за освобождение задержанных патриотов и членов движения.
Несмотря на своё название, организация не выступала за обретение автономии или отделение территорий НРБ и присоединения к Турции, поскольку её члены считали, что люди, чьи интересы она защищает, не считают себя частью анатолийских турок. Её цели — восстановить арабо-турецкие имена, исламские обычаи, популяризировать язык и культуру и быть признанным меньшинством. Не совсем понятно, в какой степени её использовали турецкие и болгарские службы для достижения своих целей.
Среди бывших участников существуют споры насчёт принадлежности Догана к организации. Салли Ахмед и Эмин Хамди, участники организации, утверждают, что он не был среди ее основателей, а присоединился и возглавил организацию в 1986 году, будучи человеком с высшим образованием. По данным ДПС, в то время он «учредил незаконную организацию в связи с насильственным изменением фамилий турок в Болгарии», затем вместе с остальными участниками взял вину на себя, чтобы стать легендой с целью будущей передачи разведывательной работы в Турцию.